# Süper Lig de 2009–10
A Süper Lig de 2009–10 (também conhecida como Turkcell Süper Lig devido a razões de patrocínio) foi a 52ª temporada do Campeonato Turco de Futebol. O Bursaspor fez história ao sagrar-se campeão nacional pela 1ª vez após terminar sua campanha com apenas 1 ponto de vantagem frente ao vice-campeão Fenerbahçe. Com isso, tornou-se o 2º clube turco com sede fora de Istambul a vencer a Primeira Divisão Turca.

## Participantes
| Clube          | Técnico         | Capitão            | Estádio                      | Capacidade | Material Esportivo | Patrocinador |
| -------------- | --------------- | ------------------ | ---------------------------- | ---------- | ------------------ | ------------ |
| Ankaragücü     | Hikmet Karaman  | Hürriyet Gücer     | Estádio 19 de Maio de Ancara | 19 209     | Lotto              | MKE          |
| Ankaraspor     | Jürgen Röber    | Hürriyet Gücer     | Yenikent Asaş Stadyumu       | 18 029     | Nike               | Turkcell     |
| Antalyaspor    | Mehmet Özdilek  | Ömer Çatkıç        | Antalya Atatürk Stadyumu     | 11 137     | Puma               | Rixos Hotels |
| Beşiktaş       | Mustafa Denizli | İbrahim Üzülmez    | Estádio İnönü de Beşiktaş    | 32 086     | Adidas             | Cola Turka   |
| Bursaspor      | Ertuğrul Sağlam | Ömer Erdoğan       | Estádio Atatürk de Bursa     | 18 517     | Puma               | Turkcell     |
| Denizlispor    | Erhan Altın     | Özden Öngün        | Estádio Atatürk de Denizli   | 15 427     | Lescon             | Turkcell     |
| Diyarbakırspor | Ziya Doğan      | Barış Ataş         | Diyarbakır Atatürk Stadium   | 12 963     | Lescon             | Turkcell     |
| Eskişehirspor  | Rıza Çalımbay   | Serdar Özbayraktar | Novo Estádio de Esquixequir  | 13 250     | Puma               | ETI          |
| Fenerbahçe     | Christoph Daum  | Alex               | Estádio Şükrü Saraçoğlu      | 53 500     | Adidas             | Avea         |
| Galatasaray    | Frank Rijkaard  | Arda Turan         | Estádio Ali Sami Yen         | 24 354     | Adidas             | Türk Telekom |
| Gaziantepspor  | José Couceiro   | Christian Zurita   | Kamil Ocak Stadı             | 16 981     | Diadora            | Turkcell     |
| Gençlerbirliği | Thomas Doll     | İlhan Eker         | Estádio 19 de Maio de Ancara | 19 209     | Lotto              | Turkcell     |
| İstanbul B.B.  | Abdullah Avcı   | Okan Buruk         | Estádio Olímpico Atatürk     | 76 092     | Nike               | Turkcell     |
| Kasımpaşa      | Besim Durmuş    | Tolga Özgen        | Estádio Recep Tayyip Erdoğan | 14 234     | Lescon             | Vestel       |
| Kayserispor    | Tolunay Kafkas  | Aydın Toscalı      | Estádio Kadir Has            | 32 864     | Adidas             | Turkcell     |
| Manisaspor     | Mesut Bakkal    | Yiğit İncedemir    | Manisa 19 Mayıs Stadyumu     | 16 597     | Lescon             | Vestel       |
| Sivasspor      | Bülent Uygun    | Mehmet Yıldız      | Sivas 4 Eylül Stadyumu       | 15 060     | Adidas             | Turkcell     |
| Trabzonspor    | Hugo Broos      | Rigobert Song      | Estádio Hüseyin Avni Aker    | 21 569     | Nike               | Türk Telekom |

## Trocas de Técnico
| Equipe      | Técnico no cargo | Modo de Dispensa | Data de Saída          | Substituído por | Contratado em          |
| ----------- | ---------------- | ---------------- | ---------------------- | --------------- | ---------------------- |
| Denizlispor | Erhan Altın      | Foi demitido     | 1º de setembro de 2009 | Nurullah Sağlam | 2 de setembro de 2009  |
| Kasımpaşa   | Besim Durmuş     | Foi demitido     | 3 de setembro de 2009  | Yılmaz Vural    | 4 de setembro de 2009  |
| Sivasspor   | Bülent Uygun     | Pediu demissão   | 4 de outubro de 2009   | Muhsin Ertuğral | 8 de outubro de 2009   |
| Denizlispor | Nurullah Sağlam  | Pediu demissão   | 18 de outubro de 2009  | Hakan Kutlu     | 28 de outubro de 2009  |
| Ankaragücü  | Hikmet Karaman   | Foi demitido     | 12 de novembro de 2009 | Roger Lemerre   | 22 de novembro de 2009 |
| Trabzonspor | Hugo Broos       | Foi demitido     | 22 de novembro de 2009 | Şenol Güneş     | 28 de novembro de 2009 |

## Classificação Geral
Atualizado em 16 de maio de 2010
| Campeão Turco 2009–10 |
| --------------------- |
| Bursaspor (1º título) |

### Nota
*Em 7 de outubro de 2009, a Federação Turca de Futebol decretou o rebaixamento do Ankaraspor para a TFF 1. Lig devido ao relacionamento suspeito entre a diretoria do clube e os dirigentes do Ankaragücü, considerado inadequado para duas equipes que competem na mesma divisão diante das suspeitas de conflito de interesses. De efeito imediato, a decisão fez com que todos os jogos do Ankaraspor (tanto os já realizados quanto aqueles por realizar) fossem riscados e contabilizados como vitória de 3-0 para seus adversários.

## Resultados
| Mandante \ Visitante | MKE | ANS | ANT | BEŞ | BUR | DEN | DYB | ESK | FEN | GAL | GAZ | GEN | İBB | KSM | KAY | MAN | SİV | TRA |
| -------------------- | --- | --- | --- | --- | --- | --- | --- | --- | --- | --- | --- | --- | --- | --- | --- | --- | --- | --- |
| Ankaragücü           | —   | 3–0 | 2–2 | 0–0 | 0–0 | 1–0 | 0–0 | 3–1 | 0–3 | 3–0 | 0–0 | 1–2 | 2–2 | 2–2 | 3–0 | 1–1 | 2–3 | 1–0 |
| Ankaraspor           | 0–3 | —   | 0–3 | 0–3 | 0–3 | 0–3 | 0–3 | 0–3 | 0–3 | 0–3 | 0–3 | 0–3 | 0–3 | 0–3 | 0–3 | 0–3 | 0–3 | 0–3 |
| Antalyaspor          | 1–0 | 3–0 | —   | 0–1 | 1–1 | 2–1 | 4–1 | 1–2 | 1–2 | 2–3 | 1–0 | 2–0 | 1–3 | 2–0 | 4–0 | 0–0 | 3–0 | 1–1 |
| Beşiktaş             | 1–0 | 3–0 | 2–0 | —   | 2–3 | 1–0 | 0–0 | 3–2 | 3–0 | 1–1 | 0–0 | 4–1 | 2–0 | 2–1 | 0–1 | 2–0 | 2–2 | 0–0 |
| Bursaspor            | 1–0 | 3–0 | 2–1 | 2–1 | —   | 2–1 | 4–0 | 3–1 | 0–1 | 1–0 | 2–0 | 1–2 | 6–0 | 2–1 | 2–0 | 2–0 | 3–0 | 1–1 |
| Denizlispor          | 0–0 | 3–0 | 1–1 | 0–1 | 2–3 | —   | 0–0 | 1–0 | 0–2 | 1–2 | 1–1 | 2–0 | 0–1 | 3–3 | 1–0 | 1–1 | 1–1 | 0–1 |
| Diyarbakırspor       | 2–2 | 3–0 | 1–0 | 1–3 | 0–3 | 0–2 | —   | 0–2 | 1–3 | 1–2 | 1–3 | 1–0 | 1–3 | 2–2 | 0–3 | 0–0 | 1–1 | 1–2 |
| Eskişehirspor        | 0–0 | 3–0 | 2–1 | 0–1 | 3–2 | 2–0 | 0–0 | —   | 2–1 | 2–1 | 3–2 | 0–0 | 2–1 | 2–0 | 0–1 | 1–0 | 1–1 | 1–0 |
| Fenerbahçe           | 3–2 | 3–0 | 1–0 | 1–0 | 2–3 | 3–1 | 1–1 | 2–0 | —   | 3–1 | 1–0 | 3–0 | 1–0 | 1–3 | 2–0 | 2–1 | 3–0 | 1–1 |
| Galatasaray          | 3–0 | 3–0 | 1–2 | 3–0 | 0–0 | 4–1 | 4–1 | 1–1 | 0–1 | —   | 1–0 | 1–0 | 1–1 | 4–1 | 4–1 | 1–1 | 2–0 | 4–3 |
| Gaziantepspor        | 1–3 | 3–0 | 1–1 | 2–0 | 0–1 | 2–1 | 2–1 | 1–1 | 2–1 | 2–3 | —   | 1–1 | 2–3 | 1–0 | 0–1 | 0–0 | 2–2 | 1–1 |
| Gençlerbirliği       | 0–1 | 3–0 | 0–2 | 0–0 | 0–0 | 2–0 | 1–0 | 2–2 | 0–0 | 2–1 | 1–1 | —   | 3–1 | 0–2 | 0–0 | 0–2 | 2–0 | 2–2 |
| İstanbul B.B.        | 1–1 | 3–0 | 1–0 | 1–1 | 2–1 | 3–1 | 1–0 | 0–0 | 2–1 | 0–1 | 1–1 | 1–3 | —   | 4–2 | 1–2 | 1–0 | 1–0 | 1–6 |
| Kasımpaşa            | 2–0 | 3–0 | 2–2 | 2–2 | 0–2 | 3–1 | 1–0 | 1–1 | 0–1 | 1–3 | 3–0 | 0–4 | 1–3 | —   | 2–2 | 3–1 | 2–2 | 3–1 |
| Kayserispor          | 3–0 | 3–0 | 1–2 | 1–2 | 3–0 | 3–0 | 2–0 | 1–2 | 1–1 | 0–0 | 1–1 | 1–1 | 1–1 | 0–0 | —   | 1–2 | 2–2 | 1–0 |
| Manisaspor           | 0–0 | 3–0 | 1–2 | 1–1 | 0–2 | 0–0 | 2–1 | 0–0 | 2–2 | 1–2 | 0–3 | 0–0 | 1–0 | 0–0 | 0–1 | —   | 3–1 | 1–0 |
| Sivasspor            | 3–3 | 3–0 | 2–0 | 0–1 | 1–3 | 2–0 | 0–2 | 2–1 | 1–5 | 1–1 | 3–0 | 0–2 | 0–1 | 1–1 | 2–4 | 1–0 | —   | 1–2 |
| Trabzonspor          | 3–0 | 3–0 | 3–1 | 0–2 | 1–1 | 2–1 | 1–2 | 2–1 | 0–1 | 1–0 | 0–0 | 3–1 | 0–0 | 2–0 | 2–1 | 3–0 | 3–1 | —   |

## Artilheiros
Atualizado em 16 de maio de 2010
| Pos. | Jogador          | Clube          | Gols |
| ---- | ---------------- | -------------- | ---- |
| 1    | Ariza Makukula   | Kayserispor    | 21   |
| 2    | Júlio César      | Gaziantepspor  | 13   |
| 3    | Bobô             | Beşiktaş       | 12   |
| 3    | Necati Ateş      | Antalyaspor    | 12   |
| 5    | Milan Baroš      | Galatasaray    | 11   |
| 5    | Daniel Güiza     | Fenerbahçe     | 11   |
| 5    | Alex             | Fenerbahçe     | 11   |
| 5    | Mustafa Pektemek | Gençlerbirliği | 11   |
| 5    | Umut Bulut       | Trabzonspor    | 11   |
| 10   | İskender Alın    | İstanbul B.B.  | 10   |